# 大津湖岸なぎさ公園
大津湖岸なぎさ公園（おおつこがんなぎさこうえん）は、滋賀県大津市の琵琶湖畔にある都市公園である。

## 概要

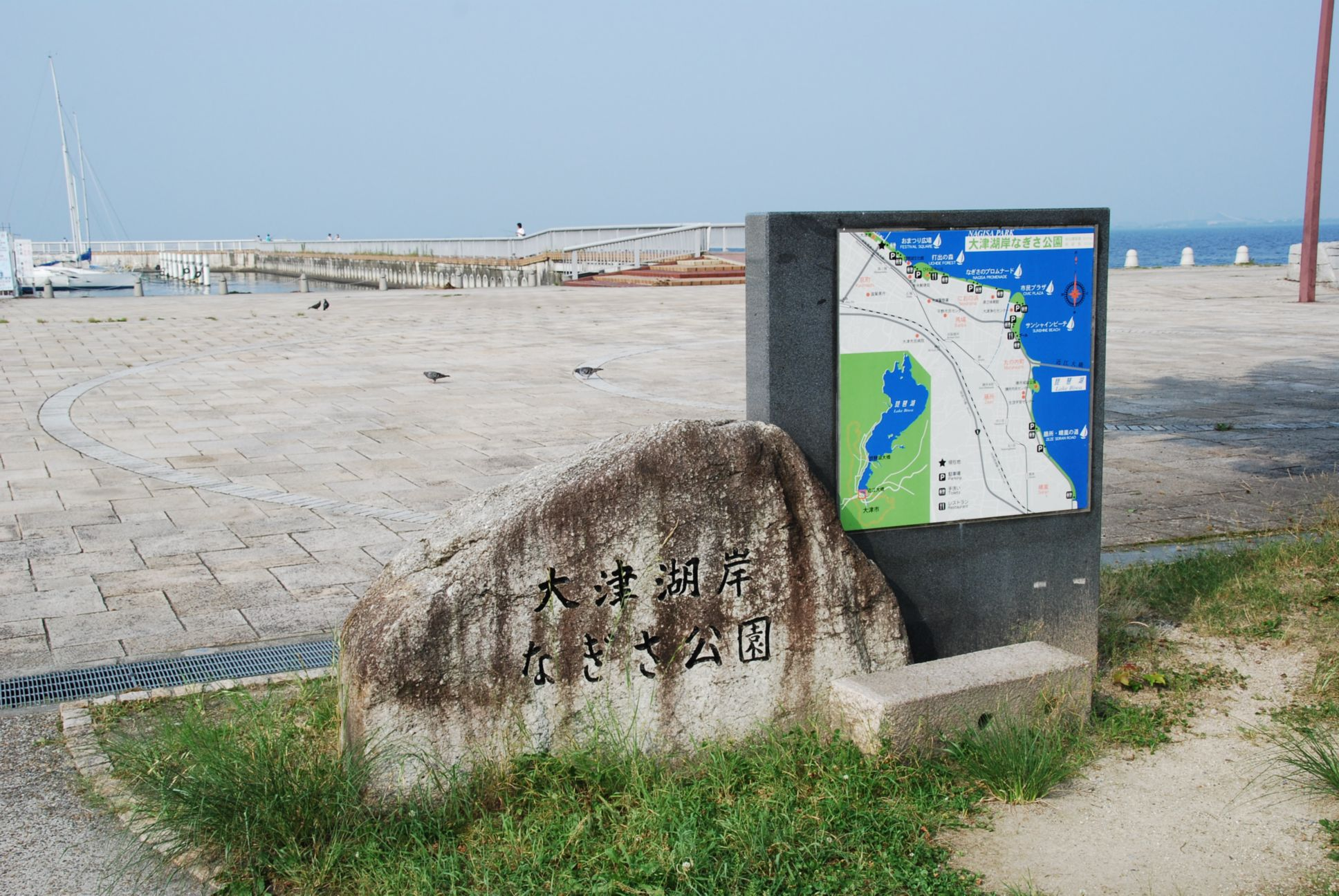
大津湖岸なぎさ公園の石標と地図（2007年7月、おまつり広場）

大津港の東から石山駅の近くを流れる盛越川の琵琶湖畔、全長4.8 kmにわたって続く細長い公園。浜町2丁目（琵琶湖ホテル東側） - 由美浜交差点間はなぎさ通り（大津市道）沿いに、由美浜交差点 - 盛越川間は滋賀県道102号大津湖岸線沿いに延びる。1998年（平成10年）9月に竣工した当公園は多くのスポーツ施設や文化施設を含め、6つのエリアに分かれて整備されている。琵琶湖の景観を楽しみながら散策できる公園として、数多くの市民や観光客に親しまれ、利用されている。

## 施設
- おまつり広場
  - 大津港とつながり、大津市の中心部に近い。文化的イベントなど多目的な利用を目的に芝生が敷き詰められている。同広場の片隅に山田豊三郎の銅像がある[9]。
- 打出の森
  - 滋賀県立芸術劇場 びわ湖ホール付近を指す。同ホールの隣に「なぎさのテラス」[10]がある。
- なぎさのプロムナード 
  - 打出の森から市民プラザへと続く、長い遊歩道。芝生公園に四季折々の花をあしらった広場。
- 市民プラザ
  - 湖面に突き出た場所にあり、最も展望のよい広場。比叡、比良の山並み、市内の街並みを眺めることができる。再整備事業により「たねや」の店舗を設けることが確定した（詳細は後述）。
- サンシャインビーチ[11]
  - なぎさ公園の中では最も広く、近江大橋から市民プラザまで砂浜が続く。砂浜の背後には松並木が続き、白浜青松の風景が広がる場となる。広場の後ろには、大津市の姉妹友好都市の1つ、ヴュルツブルク（ドイツ・バイエルン州）[12]の建物を再現したドイツ料理のレストラン、「ヴュルツブルク」[13][14]や市民プール（なぎさ公園プール[15]）が併設されている。
- 膳所・晴嵐の道
  - 膳所城跡公園から晴嵐までの湖岸沿いをつなぐ遊歩道。湖につき出た膳所城跡公園[16]や近江八景で有名な「粟津の晴嵐」[17]など大津の歴史と景観が自然と一体になっている。

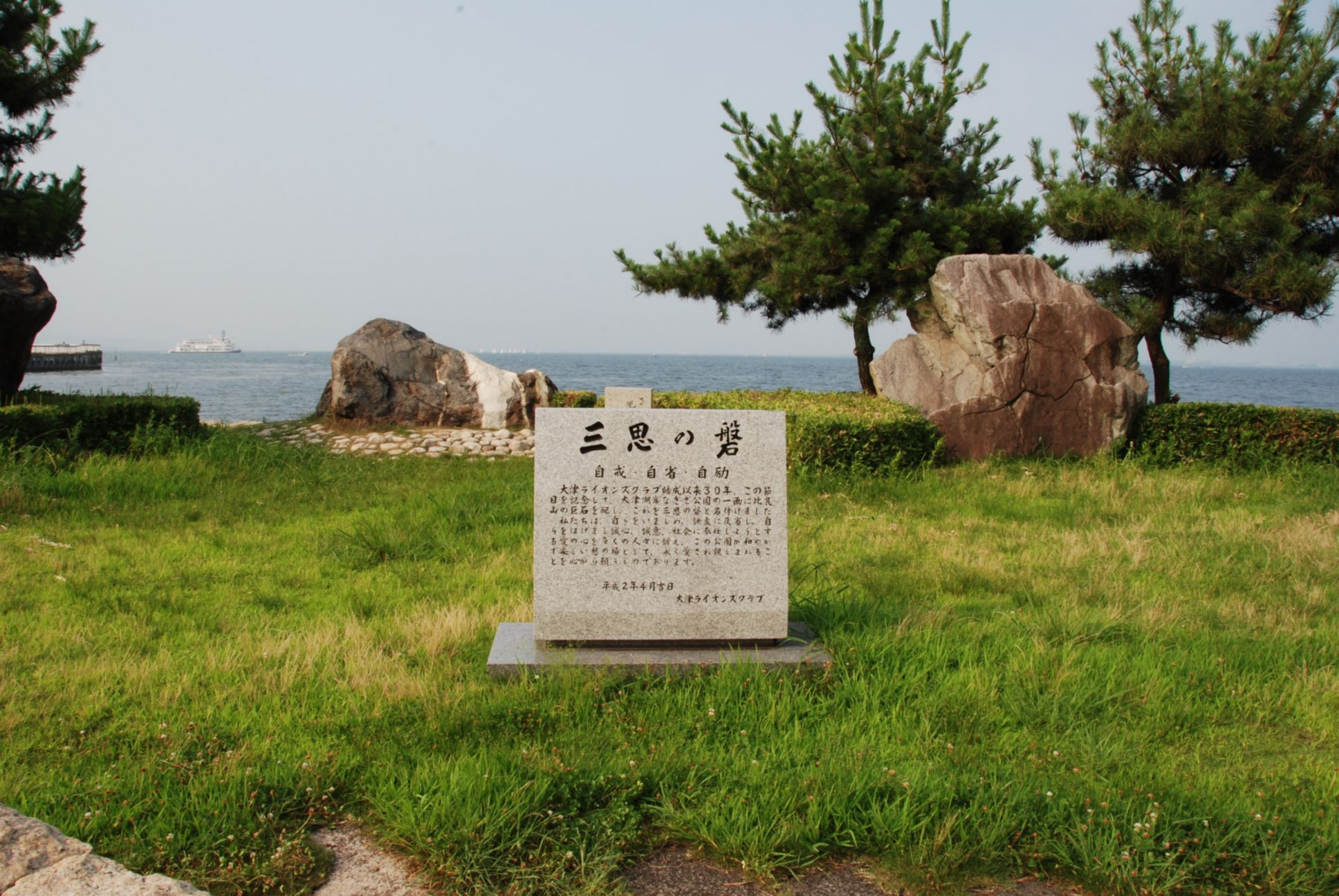
三思の磐（2007年7月、大津市民会館付近）
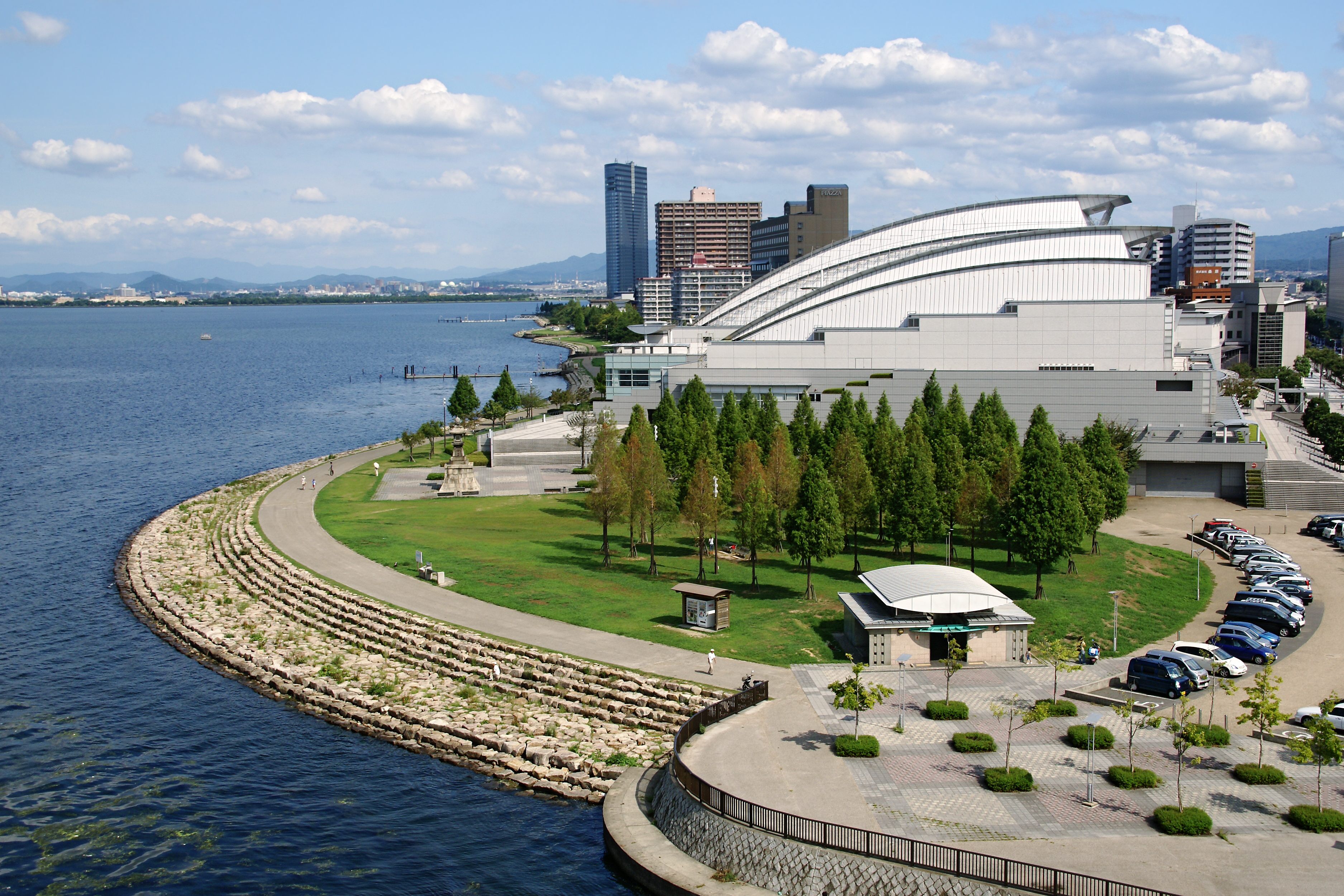
滋賀県立芸術劇場 びわ湖ホール付近（2007年9月。「なぎさのテラス」を設置する前）
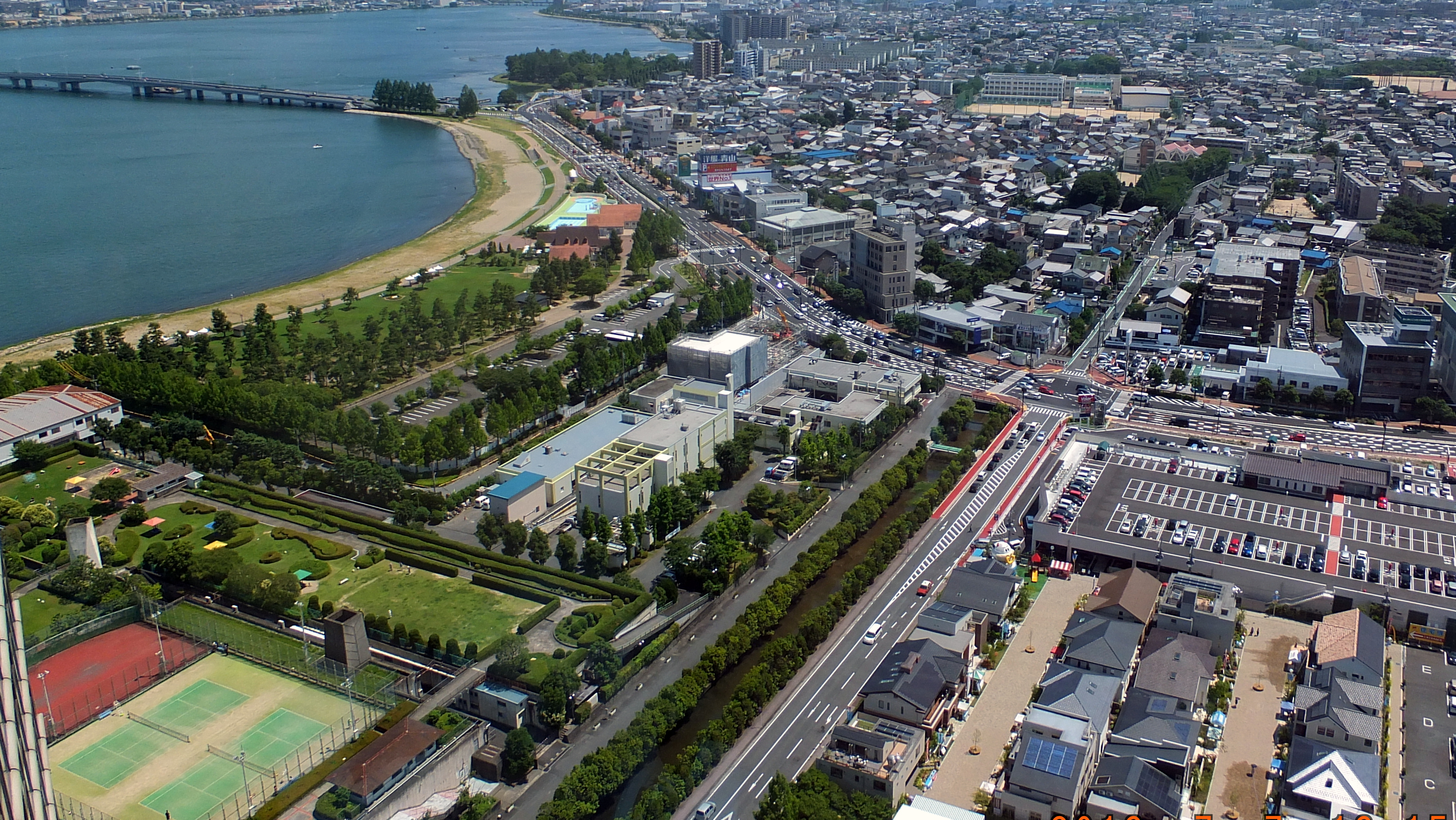
びわ湖大津プリンスホテルから近江大橋方面を眺める（2013年7月）
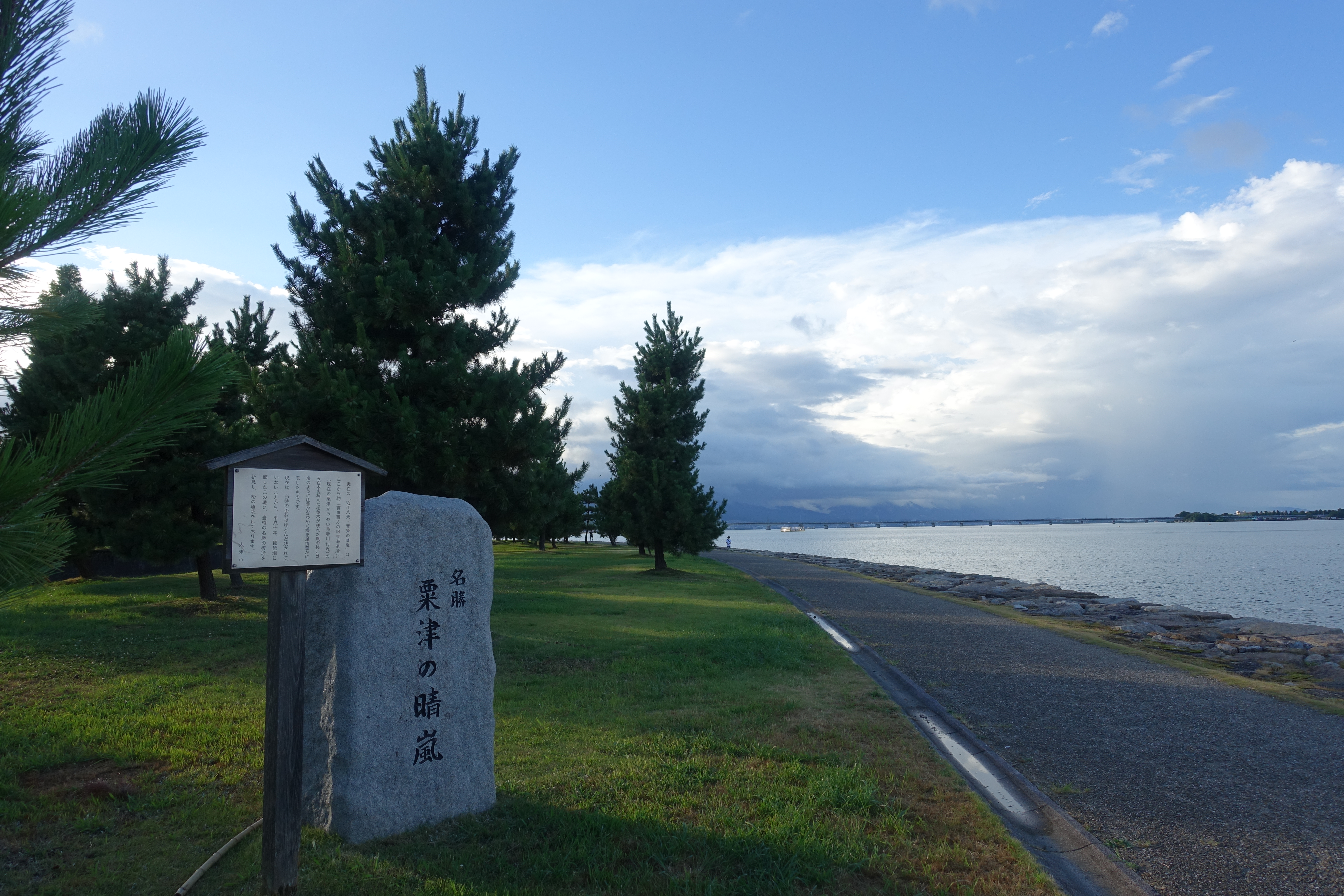
「粟津の晴嵐」の石標（2018年7月）

## 公園内の整備
- 2007年（平成19年）から大津市の中心市街地活性化基本計画の事業の1つとして、まちづくり大津が様々な面からの整備を進め、同事業の一環として2009年（平成21年）4月23日に、びわ湖ホールの隣に「なぎさのテラス」がオープンした。
- 2021年（令和3年）上半期に市民プラザの再整備事業計画を取りまとめ[注 3]、2022年（令和4年）7月にたねや（近江八幡市）が同プラザ内のPark-PFI事業者として選定されたことを発表した[新聞 1][新聞 2]。2023年（令和5年）3月に整備計画が認定され、たねやは店舗と森が融合する施設を設置することを公表した[19][新聞 3][新聞 4]。同施設の開業時期は2024年（令和6年）春を予定していたが[新聞 2][新聞 4][新聞 5]、計画に半年以上の遅れが発生したため同年冬の開業を目指すこととなった[19][新聞 4]。

## 受賞・選出
- 1995年（平成7年）：「都市景観100選（建設大臣賞）」を受賞[20]。
- 2006年（平成18年）：「関西自然に親しむ風景100選」（選定：地球環境関西フォーラム）に選出された[21]。

## アクセス
公園そのものが広いため、滋賀国保会館（大津市中央4丁目）付近へのアクセス情報を記載する。
鉄道
- JR琵琶湖線（東海道本線）大津駅下車、徒歩10分[3]。  - （公園沿いにある他の駅（JR）：膳所駅、石山駅）
- 京阪石山坂本線島ノ関駅下車、徒歩3分[3]。  - （公園沿いにある他の駅（京阪）：石場駅、京阪膳所駅、錦駅、膳所本町駅、中ノ庄駅、瓦ヶ浜駅、粟津駅、京阪石山駅）

自動車
- 名神高速道路大津ICから5分[3]。  - （駐車場：普通車585台[注 4][3]）

## 周辺
打出浜 - 近江大橋西詰間には国内有数のオペラホールがある他、マンションやリゾートホテルが建ち並ぶ。かつてはにおの浜付近を通る滋賀県道18号・102号線沿いに西武大津店（西武大津ショッピングセンター）があったが、同店は2020年（令和2年）8月31日をもって閉店した。近江大橋西詰の北側にサンシャインビーチ、その南側には膳所城の城跡公園があり、城跡公園の南に浄水場が建つ。付近には科学館・公営団地・マンションがある。御殿浜 - 盛越川間は工業地となっているが、民家が点在し、同区間内には公立中学校がある。
- 大津港
- びわ湖花噴水
- びわ湖浜大津駅 - 京阪石山坂本線・京阪京津線
- 浜大津アーカス
- 琵琶湖ホテル
- 大津市民会館 - 大津公民館を併設。
- 滋賀国保会館 - 滋賀県国民健康保険団体連合会が入居する。
- 滋賀県立琵琶湖文化館（休館中）
- 滋賀県警察本部
- 井上敬之助銅像[22] - 明治・大正期の政治家。滋賀県政の大御所であった。
- 大津市勤労福祉センター[23] - 勤労者の福祉・文化教養施設。
- コラボしが21[24] - 商工・労働福祉団体の振興拠点。大津商工会議所などが入居。
- 滋賀県立芸術劇場 びわ湖ホール
- ピアザ淡海（滋賀県立県民交流センター）[25] - パスポートセンターやホールなどが入居する複合施設。
- 滋賀県大津警察署
- Oh!Me大津テラス - 大津パルコ（2017年（平成29年）8月31日閉店）の退店後に開業した複合商業施設。
- アヤハレークサイドホテル[26]
- JAバンク滋賀事務センタービル
- 大津市立障害者福祉センター[27]
- におの浜ふれあいスポーツセンター[28]
- 滋賀県立武道館[29]
- 滋賀県立体育館（ウカルちゃんアリーナ）
- 大津市遊びの森SL公園 - 旧科学館跡に設けられた公園。C57形蒸気機関車が保存されている[30][新聞 8]。
- びわ湖大津プリンスホテル
- 大津市水再生センター - 下水処理場。屋上公園（広場・テニスコート）を併設[31]。
- 近畿健康管理センター本部・健康情報事務センター
- 近江大橋 - 対岸（草津市）にイオンモール草津がある。
- 大津市科学館 - 大津市生涯学習センター[32]を併設。
- 膳所浄水場 - 旧膳所城二の丸跡に建設された浄水場[33]。
- 創価学会滋賀文化会館
- 琵琶湖中央リハビリテーション病院
- 大津市立粟津中学校
- 日本精工大津工場
- 滋賀県道102号大津湖岸線（湖岸道路の1つ。近江大橋西詰交差点以北は滋賀県道18号大津草津線と重複）

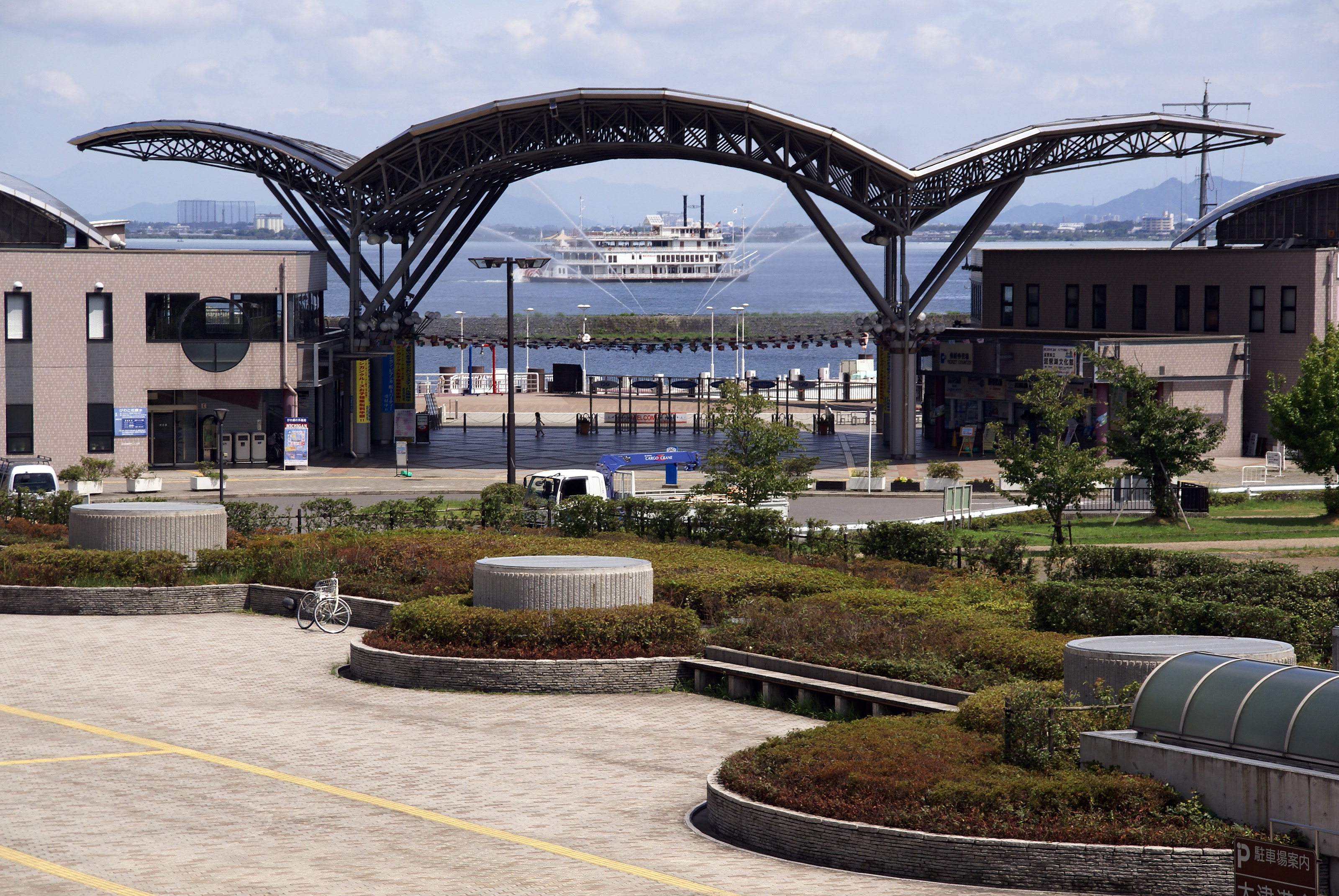
大津港（2007年9月）
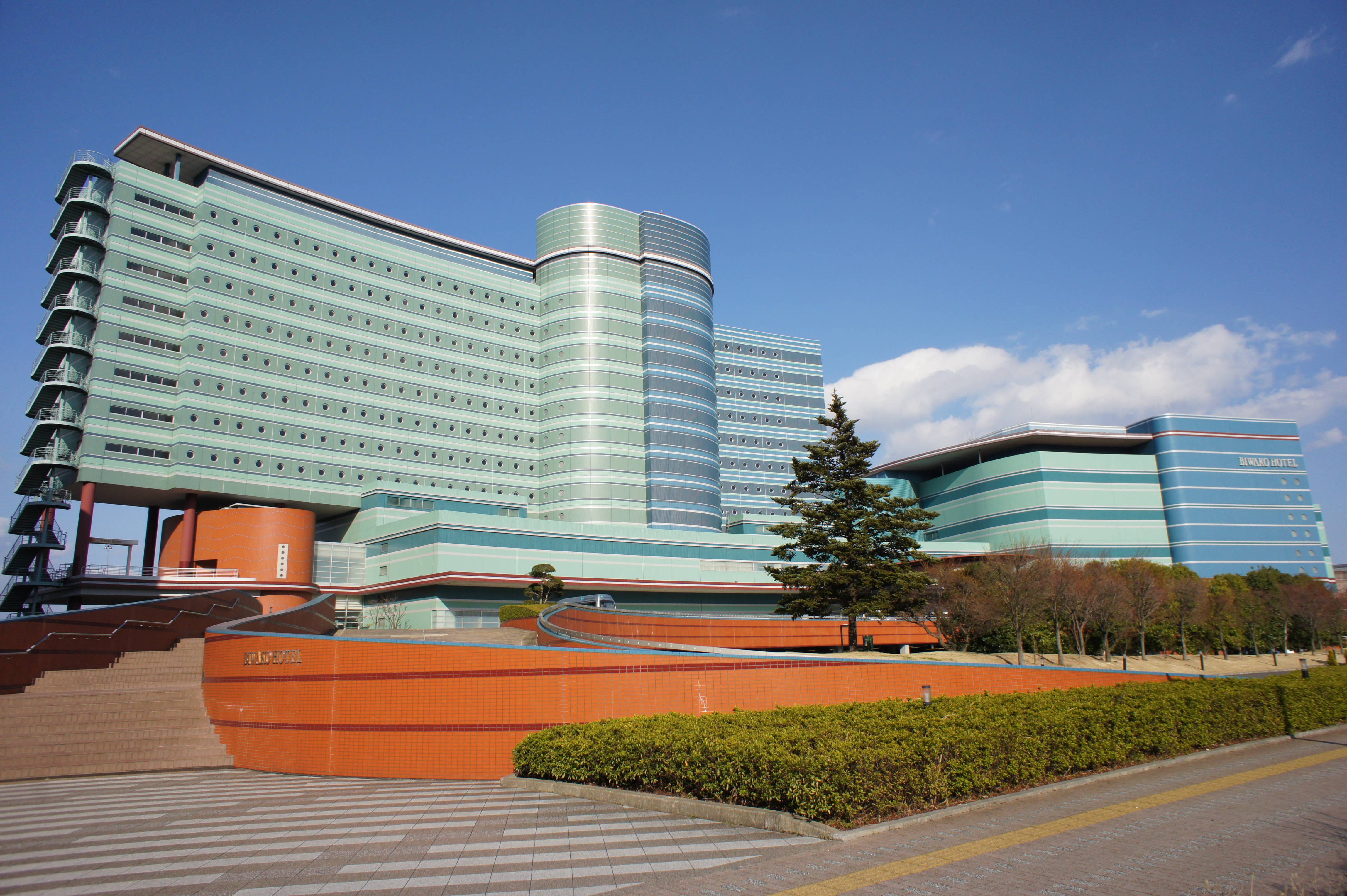
琵琶湖ホテル（2012年3月、浜大津アーカスに隣接）
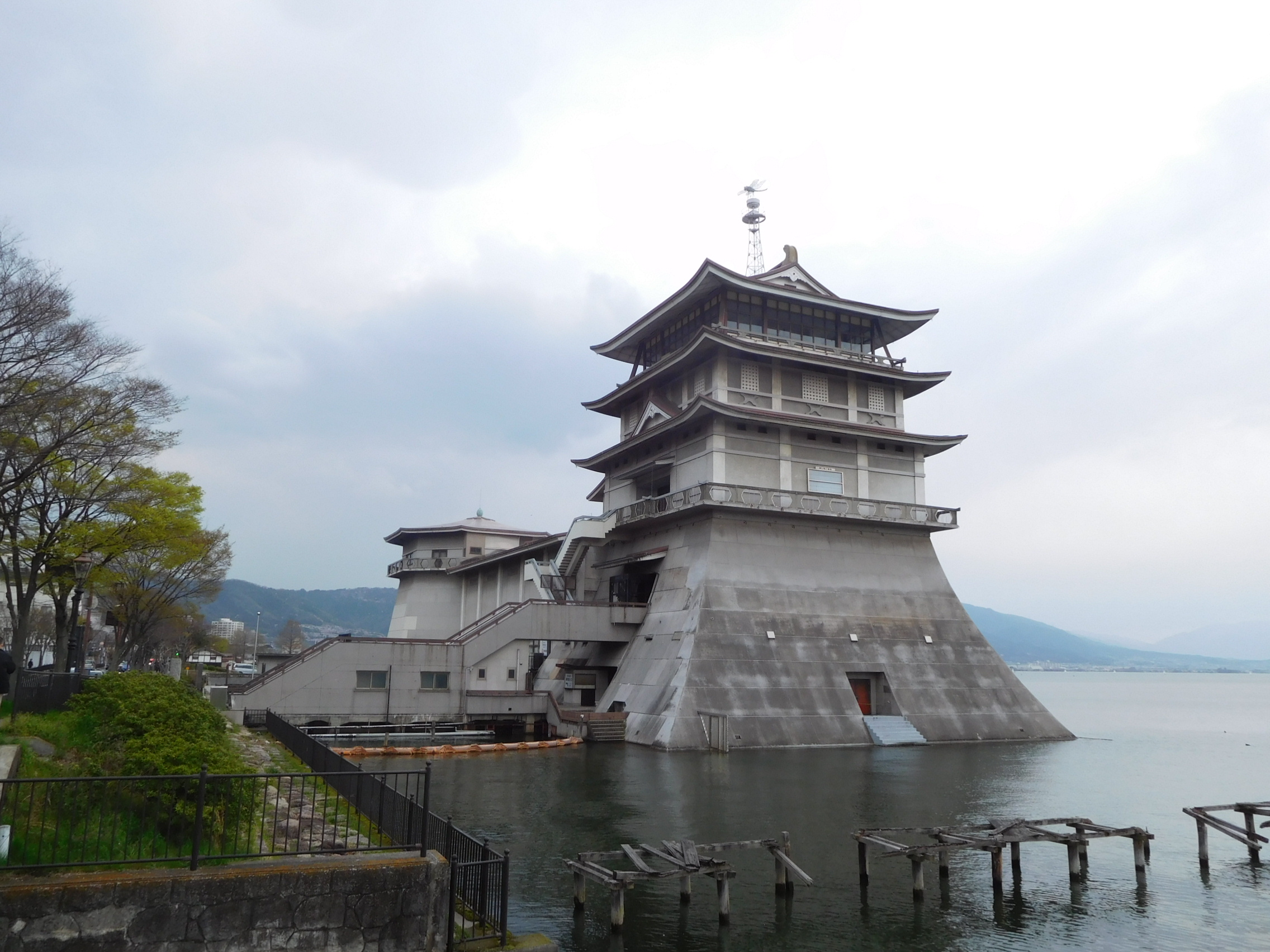
琵琶湖文化館（2017年4月。付近に架かる橋の近くに井上敬之助銅像がある）
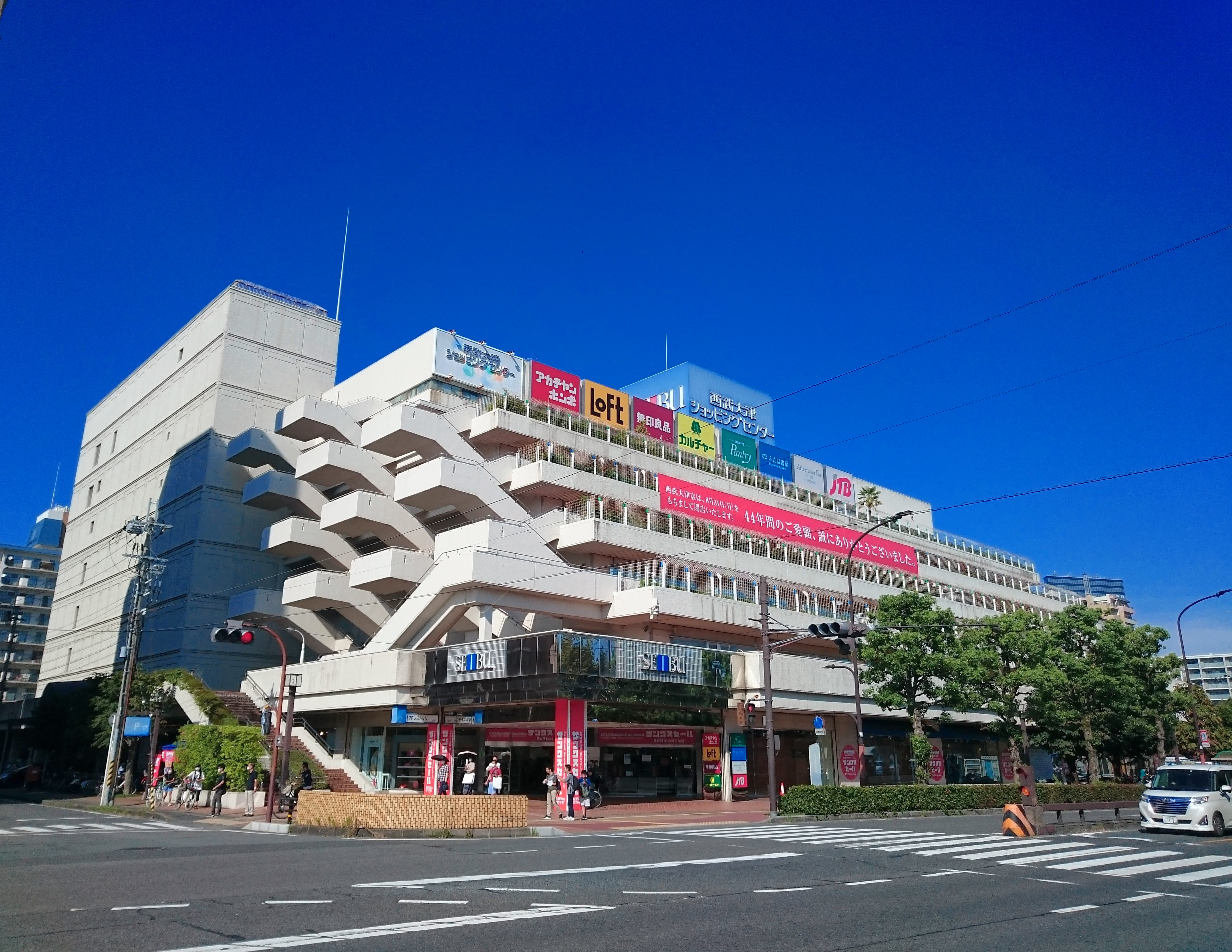
西武大津店（2020年8月。『ありがとう西武大津店』（著：宮島未奈）の舞台となった）
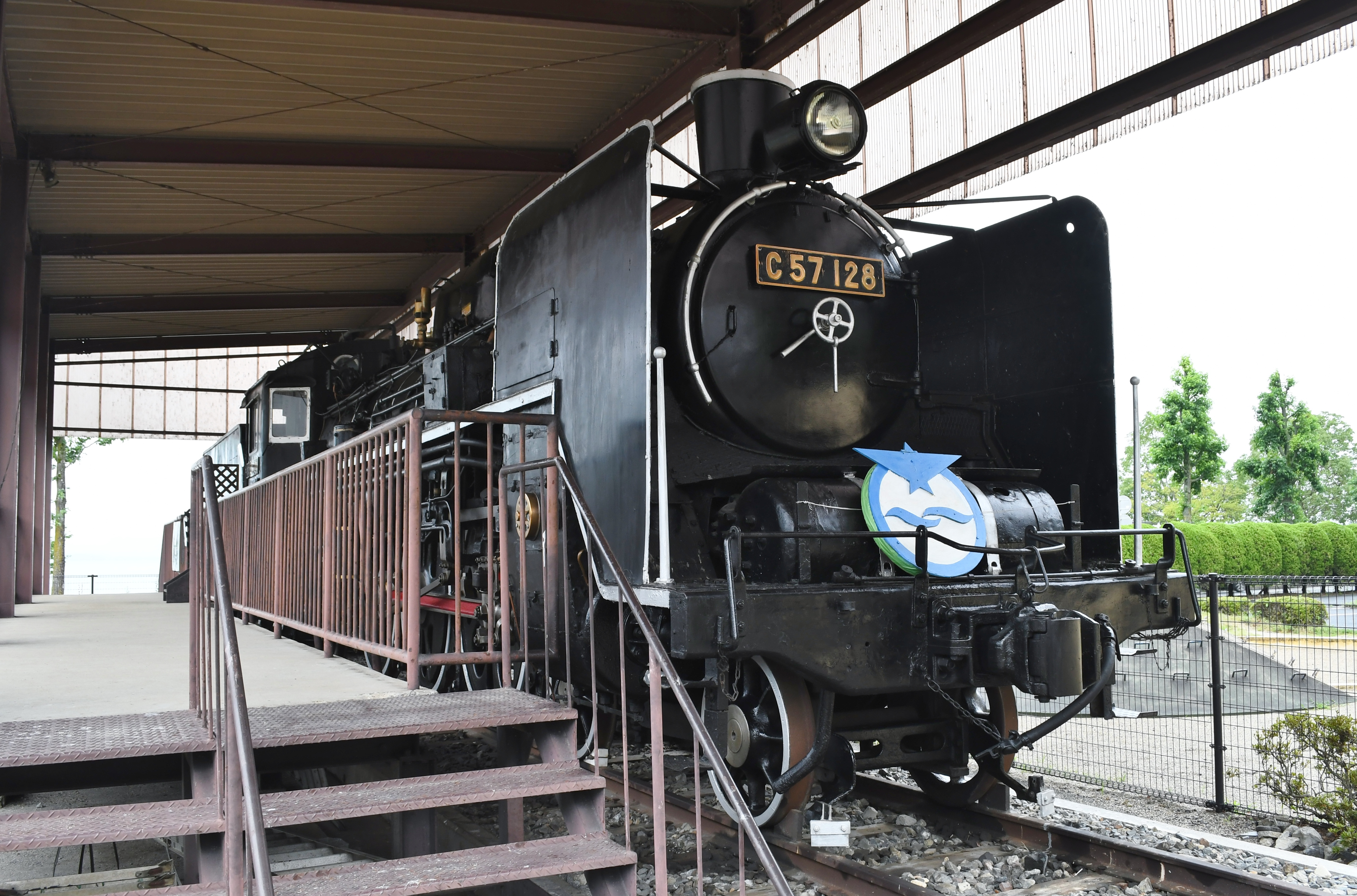
大津市遊びの森SL公園に保存されるC57-128（2023年7月）
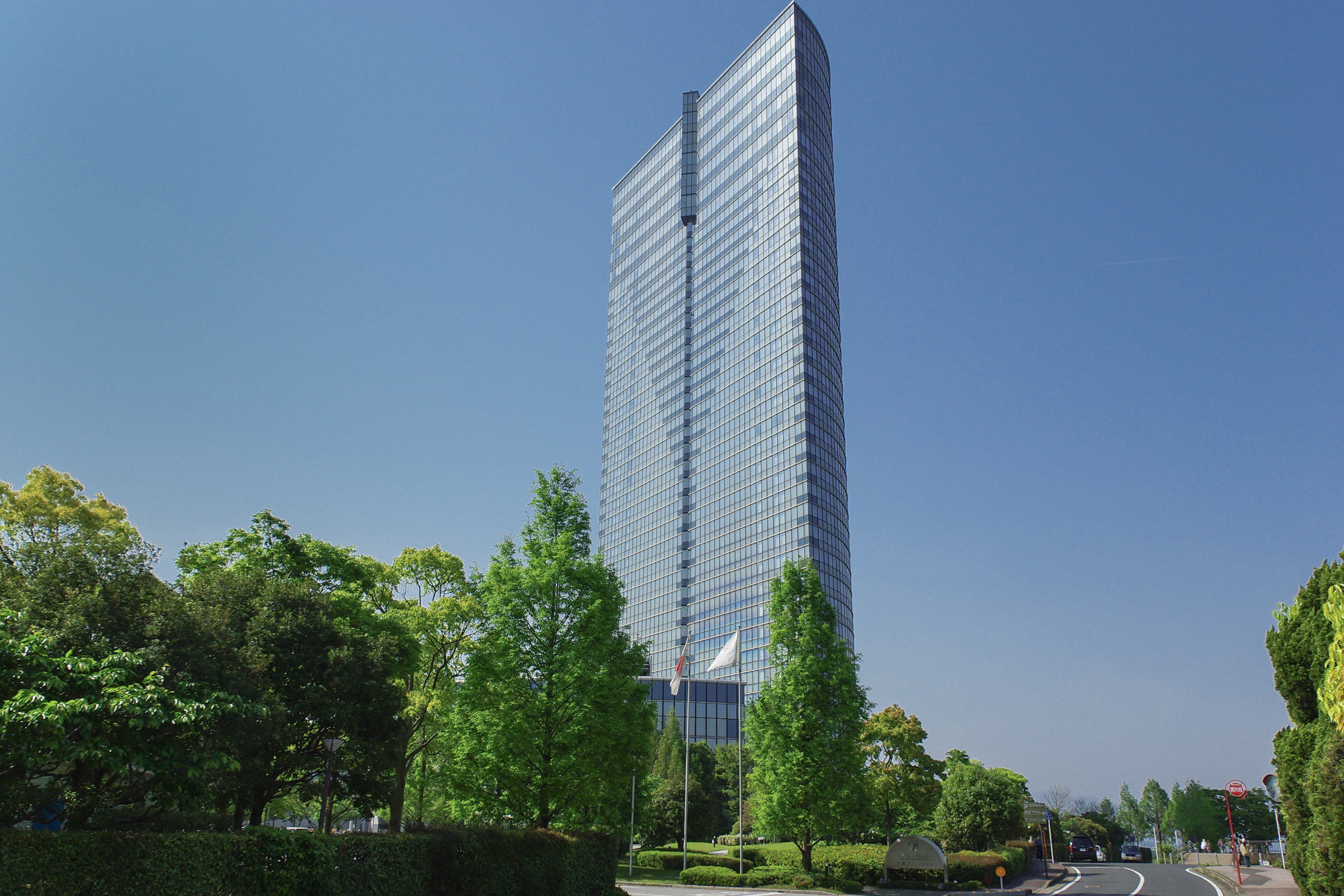
びわ湖大津プリンスホテル（2009年5月）
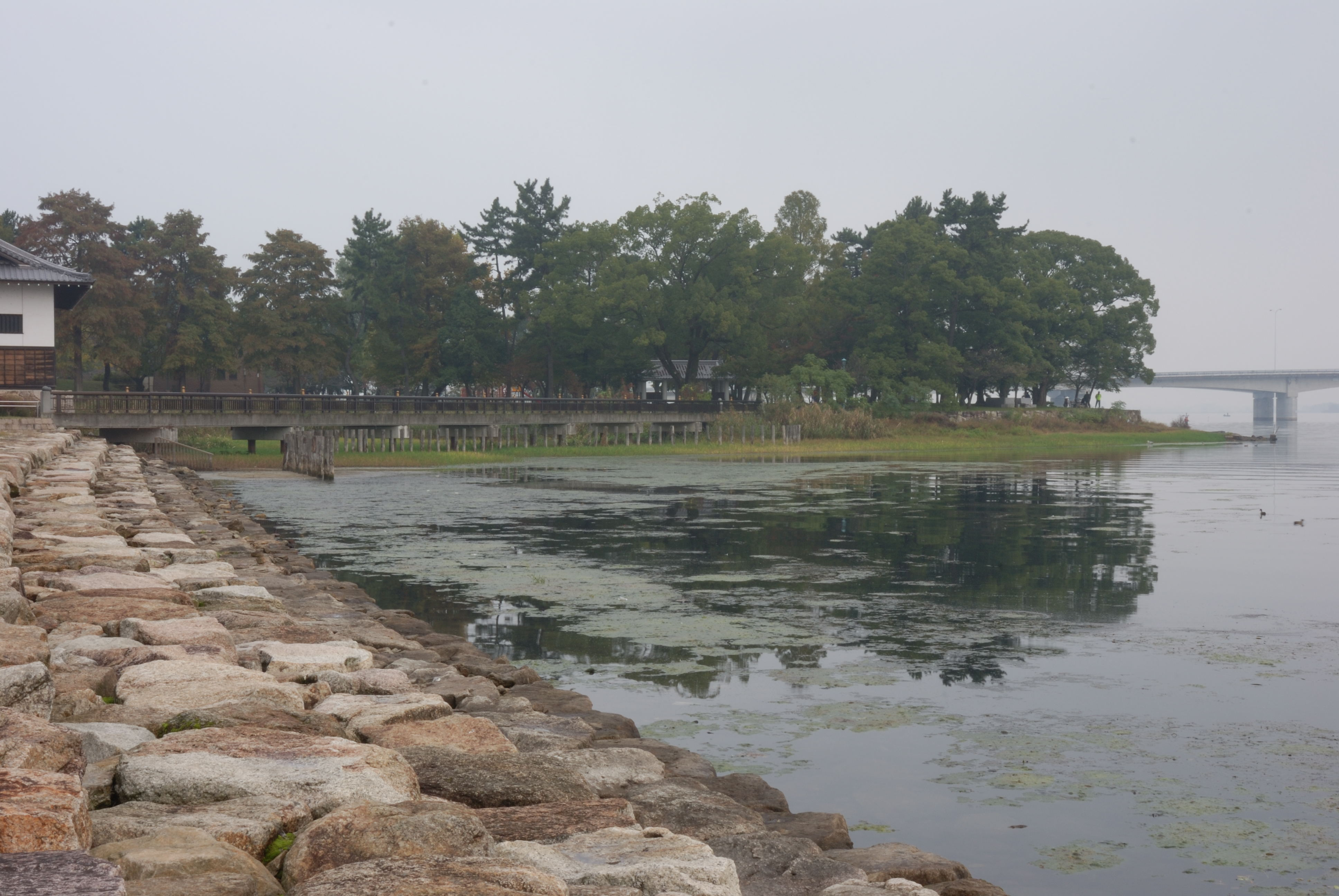
膳所城跡公園（2008年1月、南側から。右側に近江大橋が少し写る）